# Liste der Eisenbahnlinien in Sachsen-Anhalt
Das Bundesland Sachsen-Anhalt verfügt im Eisenbahnverkehr über einen landesweiten Taktfahrplan mit flächendeckend symmetrischen Anschlüssen.

## Strecken mit planmäßigem Personenverkehr
Von West nach Ost verläuft die Eisenbahnhauptstrecke von Hannover über Magdeburg nach Berlin. Von dieser existieren Verbindungen der Strecken über Haldensleben – Oebisfelde nach Wolfsburg und über Halberstadt in den Harz sowie nach Dessau. Von Süd nach Nord verläuft die Hauptstrecke von Naumburg über Halle (Saale) – Magdeburg nach Stendal weiter über Salzwedel nach Uelzen und nach Wittenberge. Weitere Hauptstrecken verlaufen von Hildesheim über Ilsenburg – Wernigerode – Halberstadt – Aschersleben nach Halle (Saale) – Leipzig. Hinzu kommen derzeit noch einige verschiedene Nebenstrecken sowie die Schmalspurbahnen im und am Harz.
Die Bestellung des Öffentlichen Personennahverkehrs obliegt in Sachsen-Anhalt der landeseigenen NASA. Durch die weiterhin sinkende Einwohnerdichte im ländlichen Raum wurden bereits zahlreiche Strecken stillgelegt und durch regionale Busangebote ersetzt. Private Eisenbahnunternehmen haben einen Teil der Linien übernommen, teils aufgrund kostengünstigeren Angebote, teils Strecken, die durch die Deutsche Bahn nicht mehr betrieben werden sollten.
Reaktivierungen bereits stillgelegter Strecken gab es nur vereinzelt, so wurde ein Teilabschnitt der ehemaligen Linie Quedlinburg – Frose – Aschersleben durch die Harzer Schmalspurbahnen von Gernrode bis nach Quedlinburg umgespurt, so dass die Selketalbahn nun auch an Quedlinburg angebunden ist. Hierbei wurde das alte Gleisbett im Bereich Gernrode – Quedlinburg wiedergenutzt und alle Unterwegshalte reaktiviert.

## Linienübersicht
Stand: 15. Dezember 2024

### Fernverkehr
Folgende Bahnhöfe in Sachsen-Anhalt werden im Fernverkehr bedient:
- Bitterfeld
- Dessau Hbf
- Halle Hbf
- Köthen
- Lutherstadt Wittenberg Hbf
- Magdeburg Hbf
- Naumburg (Saale) Hbf
- Stendal Hbf
- Weißenfels

Die genauen Linienverläufe sowie die Taktzeiten und weitere Details dazu befinden sich in den folgenden Hauptartikeln. Hier sind lediglich einzelne Halte der Stammstrecke der jeweiligen Linien dargestellt.

| Linie  | Linienverlauf | Linienverlauf |
| ------ | --- | --- |
| ICE 10 | Berlin – Stendal – Hannover – Bielefeld – Dortmund – Köln                                                                                                 | Berlin – Stendal – Hannover – Bielefeld – Dortmund – Köln                                                                                                 |
| ICE 11 | Hamburg – Berlin – Wittenberg – Bitterfeld – Leipzig – Erfurt – Eisenach – Fulda – Frankfurt – Mannheim – Stuttgart – Ulm – Augsburg – München            | Hamburg – Berlin – Wittenberg – Bitterfeld – Leipzig – Erfurt – Eisenach – Fulda – Frankfurt – Mannheim – Stuttgart – Ulm – Augsburg – München            |
| ICE 15 | Berlin – Halle – Erfurt – Frankfurt | Berlin – Halle – Erfurt – Frankfurt |
| ICE 18 | Hamburg – Berlin – Wittenberg – Bitterfeld – Halle – Erfurt – Nürnberg – München                                                                          | Hamburg – Berlin – Wittenberg – Bitterfeld – Halle – Erfurt – Nürnberg – München                                                                          |
| ICE 28 | Hamburg – Berlin – Wittenberg – Bitterfeld – Leipzig – Erfurt – Nürnberg – München                                                                        | Hamburg – Berlin – Wittenberg – Bitterfeld – Leipzig – Erfurt – Nürnberg – München                                                                        |
| ICE 29 | Berlin – Halle – Erfurt – Nürnberg – München | Berlin – Halle – Erfurt – Nürnberg – München |
| IC 51  | Berlin – Potsdam – Dessau – Bitterfeld – Halle – Leipzig – Weimar – Erfurt – Frankfurt                                                                    | Berlin – Potsdam – Dessau – Bitterfeld – Halle – Leipzig – Weimar – Erfurt – Frankfurt                                                                    |
| IC 55  | Dresden – Riesa – Leipzig – Halle – Köthen – Magdeburg – Braunschweig – Hannover – Bielefeld – Hamm – Dortmund – Wuppertal – Köln; vereinzelt über Dessau | Dresden – Riesa – Leipzig – Halle – Köthen – Magdeburg – Braunschweig – Hannover – Bielefeld – Hamm – Dortmund – Wuppertal – Köln; vereinzelt über Dessau |
| IC 56  | Leipzig – Flughafen Leipzig/Halle – Halle – Magdeburg – Helmstedt – Braunschweig – Hannover – Bremen – Oldenburg – Leer – Emden; vereinzelt über Dessau   | Leipzig – Flughafen Leipzig/Halle – Halle – Magdeburg – Helmstedt – Braunschweig – Hannover – Bremen – Oldenburg – Leer – Emden; vereinzelt über Dessau   |
| NJ     | Berlin – Magdeburg – Erfurt – Zürich | Berlin – Magdeburg – Erfurt – Zürich |

### Regionalverkehr

#### HBX (Harz-Berlin-Express)
Der Harz-Berlin-Express wird von Start Mitteldeutschland teilweise eigenwirtschaftlich betrieben und verbindet Berlin Ostbahnhof mit Goslar bzw. Thale Hbf. Es gelten gesonderte Tarife zwischen Genthin und Berlin Ostbahnhof. Nahverkehrsticket (wie Schönes-Wochenende-Ticket) gelten nur zwischen Thale Hbf bzw. Goslar und Genthin. Es verkehren drei Züge pro Woche vom Harz nach Berlin und zurück. In Halberstadt Hbf wird der Zug geteilt. Der vordere Zugteil fährt nach Thale Hbf und der hintere nach Goslar.
| Zug- gattung Linie | Befahrene Strecken                                                                                             | Laufweg | Kursbuch- strecken- nummer | Verkehrs- unter- nehmen | Fahrzeuge im Regelbetrieb |
| ------------------ | --- | --- | -------------------------- | ----------------------- | ------------------------- |
| RE HBX             | Halle–Vienenburg; Vienenburg–Goslar; Magdeburg–Thale; Berlin–Magdeburg; Berlin–Blankenheim; Berliner Stadtbahn | Berlin Ostbahnhof – Berlin Alexanderplatz – Berlin Friedrichstraße – Berlin Hbf – Berlin Zoologischer Garten – Berlin-Wannsee – Potsdam Hbf – Genthin – Burg – Magdeburg Hbf – Magdeburg-Buckau – Osterweddingen – Oschersleben – Nienhagen – Halberstadt Hbf – (vorderer Zugteil) Wegeleben – Ditfurt – Quedlinburg – Neinstedt – Thale Musesteig – Thale Hbf (hinterer Zugteil) Wernigerode Hbf – Wernigerode Elmowerk – Darlingerode – Ilsenburg – Stapelburg – Vienenburg – Goslar | 330 353 315 201 207 200    | Start Mitteldeutschland | 1648                      |

#### RE 1
Mit dem RE 1 wird eine stündliche Verbindung zwischen Magdeburg Hbf und Frankfurt (Oder) hergestellt. Einzelne Züge fahren insbesondere in den Morgen- und Abendstunden zwischen Frankfurt (Oder) und Cottbus Hbf. Zwischen Magdeburg Hbf und Genthin befinden sich insgesamt fünf Stationen in Sachsen-Anhalt. Im Berliner Raum ergeben sich weitere Taktverdichtungen.
| Zug- gattung Linie | Befahrene Strecken                                                                      | Laufweg | Kursbuch- strecken- nummer | Verkehrs- unter- nehmen | Fahrzeuge im Regelbetrieb |
| ------------------ | --------------------------------------------------------------------------------------- | --- | -------------------------- | ----------------------- | ------------------------- |
| RE 1               | Berlin–Magdeburg; Berlin–Blankenheim; Berliner Stadtbahn; Berlin–Wrocław; Cottbus–Guben | Magdeburg Hbf – Magdeburg-Neustadt – Burg – Güsen – Genthin – Wusterwitz – Kirchmöser – Brandenburg Hbf – Götz – Groß Kreutz – Werder – Potsdam Park Sanssouci – Potsdam Charlottenhof – Potsdam Hbf – Berlin-Wannsee – Berlin-Charlottenburg – Berlin Zoologischer Garten – Berlin Hbf – Berlin Friedrichstraße – Berlin Alexanderplatz – Berlin Ostbahnhof – Berlin Ostkreuz – Erkner – Fangschleuse – Hangelsberg – Fürstenwalde – Berkenbrück – Briesen – Jacobsdorf – Pillgram – Frankfurt-Rosengarten – Frankfurt (Oder) – Eisenhüttenstadt – Guben – Cottbus Hbf | 201 207 200 201 211        | ODEG                    | 3462                      |

#### RE 3
Der RE 3 verkehrt zweistündlich zwischen Stralsund Hbf/Schwedt (Oder) und Lutherstadt Wittenberg Hbf. Zwischen Jüterbog und Angermünde verdichtet sich das Angebot auf einen Stundentakt. Darüber hinaus bestehen Anschlüsse nach Stralsund Hbf und Schwedt. Auf dem kurzen sich in Sachsen-Anhalt befindenden Teilstück werden die Halte Zahna, Zörnigall, Bülzig und Lutherstadt Wittenberg Hbf bedient.
An den Wochenenden und Feiertagen fährt nachts ein Zug von Berlin Hbf nach Halle Hbf. Diese bedienen alle Halte bis Lutherstadt Wittenberg Hbf und weiter über Roßlau, Dessau Hbf und Bitterfeld nach Halle Hbf. In der Gegenrichtung fährt dieser Zug als RE 3 über Bitterfeld, Gräfenhainichen und Lutherstadt Wittenberg Hbf nach Berlin Hbf mit allen Unterwegsbahnhöfen zwischen Halle Hbf und Stralsund Hbf.
| Zug- gattung Linie | Befahrene Strecken | Laufweg | Kursbuch- strecken- nummer | Verkehrs- unter- nehmen | Fahrzeuge im Regelbetrieb |
| ------------------ | --- | --- | -------------------------- | ----------------------- | ------------------------- |
| RE 3 (BB)          | Berlin–Halle; Berliner Außenring; Nord-Süd-Fernbahn; Berliner Ringbahn; Berlin–Szczecin; Angermünde–Stralsund; Angermünde–Schwedt | Lutherstadt Wittenberg Hbf → Bülzig → Zörnigall → Zahna → Blönsdorf → Niedergörsdorf → Jüterbog → Luckenwalde → Ludwigsfelde → Birkengrund → Großbeeren → Teltow → Berlin-Lichterfelde Ost → Berlin Südkreuz → Berlin Potsdamer Platz → Berlin Hbf → Berlin-Gesundbrunnen → Bernau (b Berlin) → Eberswalde Hbf → Britz → Chorin Hp → Angermünde → Wilmersdorf (Kr Angermünde) → Warnitz (Uckermark) → Seehausen (Uckermark) → Prenzlau → Nechlin → Pasewalk → Jatznick → Ferdinandshof → Ducherow → Anklam → Klein Bünzow → Züssow → Groß Kiesow → Greifswald Süd → Greifswald → Miltzow → Stralsund Hbf | 250 207 203                | DB Regio                | 112 + 5 Doppelstockwagen  |
| RE 3 (BB)          | Berlin–Halle; Berliner Außenring; Nord-Süd-Fernbahn; Berliner Ringbahn; Berlin–Szczecin; Angermünde–Stralsund; Angermünde–Schwedt | Jüterbog → Luckenwalde → Ludwigsfelde → Birkengrund → Großbeeren → Teltow → Berlin-Lichterfelde Ost → Berlin Südkreuz → Berlin Potsdamer Platz → Berlin Hbf → Berlin-Gesundbrunnen → Bernau (b Berlin) → Eberswalde Hbf → Britz → Chorin Hp → Angermünde → Pinnow (Uckermark) → Schwedt (Oder) Mitte → Schwedt (Oder) | 250 207 203                | DB Regio                | 112 + 5 Doppelstockwagen  |
| RE 3 (BB)          | Berlin–Halle; Berliner Außenring; Nord-Süd-Fernbahn; Berliner Ringbahn; Berlin–Szczecin; Angermünde–Stralsund; Angermünde–Schwedt | Stralsund Hbf → Miltzow → Greifswald → Greifswald Süd → Groß Kiesow → Züssow → Klein Bünzow → Anklam → Ducherow → Ferdinandshof → Jatznick → Pasewalk → Nechlin → Prenzlau → Seehausen (Uckermark) → Warnitz (Uckermark) → Wilmersdorf (Kr Angermünde) → Angermünde → Chorin → Britz → Eberswalde Hbf → Bernau (b Berlin) → Berlin-Gesundbrunnen → Berlin Hbf → Berlin Potsdamer Platz → Berlin Südkreuz → Berlin-Lichterfelde Ost → Teltow → Großbeeren → Birkengrund → Ludwigsfelde Luckenwalde → Jüterbog                                                                                             | 250 207 203                | DB Regio                | 112 + 5 Doppelstockwagen  |
| RE 3 (BB)          | Berlin–Halle; Berliner Außenring; Nord-Süd-Fernbahn; Berliner Ringbahn; Berlin–Szczecin; Angermünde–Stralsund; Angermünde–Schwedt | Schwedt (Oder) → Schwedt (Oder) Mitte → Pinnow → Angermünde → Chorin → Britz → Eberswalde Hbf → Bernau (b Berlin) → Berlin-Gesundbrunnen → Berlin Hbf → Berlin Potsdamer Platz → Berlin Südkreuz → Berlin-Lichterfelde Ost → Teltow → Großbeeren → Birkengrund → Ludwigsfelde → Luckenwalde → Jüterbog → Niedergörsdorf → Blönsdorf → Zahna → Zörnigall → Bülzig → Lutherstadt Wittenberg Hbf | 250 207 203                | DB Regio                | 112 + 5 Doppelstockwagen  |

#### RE 4
Der RE 4 verkehrt im Zweistundentakt zwischen Halle Hbf und Goslar. Zwischen Halle Hbf und Halberstadt Hbf überlagert er sich mit der RE 24 sowie zwischen Halberstadt Hbf und Goslar mit der RE 21 zu einem Stundentakt. Die Linie verkehrt bis auf die Halte in Vienenburg und Goslar in Sachsen-Anhalt.
| Zug- gattung Linie | Befahrene Strecken                  | Laufweg | Kursbuch- strecken- nummer | Verkehrs- unter- nehmen | Fahrzeuge im Regelbetrieb |
| ------------------ | ----------------------------------- | --- | -------------------------- | ----------------------- | ------------------------- |
| RE 4               | Halle–Vienenburg; Vienenburg–Goslar | Halle Hbf – Könnern – Belleben – Sandersleben – Aschersleben – Frose – Nachterstedt-Hoym – Gatersleben – Halberstadt Hbf – Heudeber-Danstedt – Wernigerode Hbf – Ilsenburg – Vienenburg – Goslar | 330 353                    | Start Mitteldeutschland | 1648                      |

#### RE 4 (Brandenburg)
Der brandenburgische RE 4 fährt stündlich zwischen Rathenow und Jüterbog sowie zweistündlich über Jüterbog hinaus nach Falkenberg/Elster bzw. von Rathenow bis Stendal Hbf. Die Halte Stendal Hbf sowie Holzdorf und Linda befinden sich in Sachsen-Anhalt.
| Zug- gattung Linie | Befahrene Strecken                                                                 | Laufweg | Kursbuch- strecken- nummer | Verkehrs- unter- nehmen | Fahrzeuge im Regelbetrieb |
| ------------------ | ---------------------------------------------------------------------------------- | --- | -------------------------- | ----------------------- | ------------------------- |
| RE 4               | Berlin–Lehrte; Berliner Ringbahn; Nord-Süd-Fernbahn; Berlin–Halle Jüterbog–Röderau | Stendal Hbf – Rathenow – Nennhausen – Buschow – Wustermark – Elstal – Dallgow-Döberitz – Berlin-Staaken – Berlin-Spandau – Berlin Jungfernheide – Berlin Hbf – Berlin Potsdamer Platz – Berlin Südkreuz – Berlin-Lichterfelde Ost – Ludwigsfelde – Thyrow – Trebbin – Woltersdorf/Nuthe-Urstromtal – Luckenwalde – Jüterbog – Oehna – Zellendorf – Linda (Elster) – Holzdorf (Elster) – Herzberg (Elster) – Falkenberg (Elster) | 301 200 203 250 204        | DB Regio                | 112 + 5 Doppelstockwagen  |

#### RE 6
Unter der Bezeichnung RE 6 fahren nur einzelne Züge zwischen Magdeburg Hbf und Wolfsburg Hbf. Sie stellen somit eine Ergänzung zu der parallel verkehrenden Linie RB 36 dar. Die Linie verkehrt bis auf den Halt in Wolfsburg Hbf in Sachsen-Anhalt.
| Zug- gattung Linie | Befahrene Strecken                  | Laufweg                                                                        | Kursbuch- strecken- nummer | Verkehrs- unter- nehmen | Fahrzeuge im Regelbetrieb |
| ------------------ | ----------------------------------- | ------------------------------------------------------------------------------ | -------------------------- | ----------------------- | ------------------------- |
| RE 6               | Oebisfelde–Magdeburg; Berlin–Lehrte | Magdeburg Hbf – Magdeburg-Neustadt – Haldensleben – Oebisfelde – Wolfsburg Hbf | 308 301                    | Start Mitteldeutschland | 1648                      |

#### RE 7
Der RE 7 verkehrt stündlich zwischen Dessau Hbf und Senftenberg. In Medewitz halten nur alle zwei Stunden Züge.
| Zug- gattung Linie | Befahrene Strecken                                                                        | Laufweg | Kursbuch- strecken- nummer | Verkehrs- unter- nehmen | Fahrzeuge im Regelbetrieb |
| ------------------ | ----------------------------------------------------------------------------------------- | --- | -------------------------- | ----------------------- | ------------------------- |
| RE 7               | Wiesenburg–Roßlau; Berlin–Blankenheim; Berliner Stadtbahn Berlin–Görlitz; Lübbenau–Kamenz | Dessau Hbf – Roßlau – Jeber-Bergfrieden – Medewitz – Wiesenburg – Bad Belzig – Baitz – Brück – Borkheide – Beelitz Heilstätten – Seddin – Michendorf – Wilhelmshorst – Potsdam-Rehbrücke – Potsdam Medienstadt Babelsberg – Berlin-Wannsee – Berlin-Charlottenburg – Berlin Zoologischer Garten – Berlin Hbf – Berlin Friedrichstraße – Berlin Alexanderplatz – Berlin Ostbahnhof – Berlin Ostkreuz – Königs Wusterhausen – Zeesen – Bestensee – Groß Köris – Halbe – Oderin – Brand Tropical Islands – Schönwalde – Lubolz – Lübben (Spreewald) – Lübbenau (Spreewald) – Calau (Niederlausitz) – Luckaitztal – Altdöbern – Großräschen – Sedlitz Ost – Senftenberg | 207 200 240 202 209.14     | DB Regio                | 442                       |

#### RE 8
Der RE 8 fährt zweistündlich zwischen Halle Hbf und Leinefelde. Bis Berga-Kelbra verkehrt der RE 8 in Sachsen-Anhalt, anschließend verkehrt er in Thüringen. Er überlagert sich mit der Linie RE 9 zu einem Stundentakt.
| Zug- gattung Linie | Befahrene Strecken | Laufweg | Kursbuch- strecken- nummer | Verkehrs- unter- nehmen | Fahrzeuge im Regelbetrieb |
| ------------------ | ------------------ | --- | -------------------------- | ----------------------- | ------------------------- |
| RE 8               | Halle–Hann. Münden | Halle Hbf – Röblingen am See – Lutherstadt Eisleben – Wolferode – Sangerhausen – Roßla – Berga-Kelbra – Nordhausen – Wolkramshausen – Bleicherode Ost – Sollstedt – Leinefelde | 590 600 611                | Abellio                 | 9442                      |

#### RE 9
Der RE 9 fährt zweistündlich und bis Berga-Kelbra in Sachsen-Anhalt. Anschließend verkehrt er durch Thüringen, Niedersachsen und Hessen. Zwischen Halle Hbf und Leinefelde überlagert er sich mit der Linie RE 8 zu einem Stundentakt. Einzelzug endet statt in Kassel-Wilhelmshöhe in Kassel Hbf.
| Zug- gattung Linie | Befahrene Strecken                      | Laufweg | Kursbuch- strecken- nummer | Verkehrs- unter- nehmen | Fahrzeuge im Regelbetrieb |
| ------------------ | --------------------------------------- | --- | -------------------------- | ----------------------- | ------------------------- |
| RE 9               | Halle–Hann. Münden; Hann. Münden–Kassel | Halle Hbf – Röblingen am See – Lutherstadt Eisleben – Wolferode – Blankenheim – Sangerhausen – Wallhausen – Bennungen – Roßla – Berga-Kelbra – Görsbach – Heringen – Nordhausen – Wolkramshausen – Bleicherode Ost – Leinefelde – Heiligenstadt – Eichenberg – Witzenhausen Nord – Hann. Münden – Kassel-Wilhelmshöhe | 590 600 611                | Abellio                 | 9442                      |

#### RE 10
Der RE 10 verkehrt täglich zweistündlich. Wochentags verkehren einzelne Züge zusätzlich zwischen Magdeburg Hbf und Sangerhausen. Am Nachmittag verkehrt zudem ein Zug zwischen Magdeburg Hbf und Güsten. Bis Oberröblingen verkehrt die Linie in Sachsen-Anhalt, anschließend in Thüringen. Zwischen Sangerhausen und Erfurt Hbf überlagert er sich mit der Linie RB 59 zu einem ungefähren Stundentakt.
| Zug- gattung Linie | Befahrene Strecken                                                                                         | Laufweg | Kursbuch- strecken- nummer | Verkehrs- unter- nehmen | Fahrzeuge im Regelbetrieb |
| ------------------ | --- | --- | -------------------------- | ----------------------- | ------------------------- |
| RE 10              | Magdeburg–Schönebeck; Schönebeck–Güsten; Güsten–Blankenheim; Blankenheim–Sangerhausen; Sangerhausen–Erfurt | Magdeburg Hbf – Schönebeck – Staßfurt – Güsten – Sandersleben – Hettstedt – Klostermansfeld – Sangerhausen – Oberröblingen – Voigtstedt – Artern – Reinsdorf – Griefstedt – Leubingen – Sömmerda – Großrudestedt – Stotternheim – Erfurt Ost – Erfurt Hbf | 340 330 590 335 595        | Start Mitteldeutschland | 1648                      |

#### RE 11
Der RE 11 verkehrt im Stundentakt zwischen Magdeburg Hbf und Thale Hbf. Die Linie fährt ausschließlich in Sachsen-Anhalt. Zwischen Magdeburg Hbf und Halberstadt Hbf verkehrt dieser gemeinsam abwechselnd mit der Linie RE 21 und RE 31, in Halberstadt Hbf erfolgt dann eine Flügelung.
| Zug- gattung Linie | Befahrene Strecken | Laufweg | Kursbuch- strecken- nummer | Verkehrs- unter- nehmen | Fahrzeuge im Regelbetrieb |
| ------------------ | ------------------ | --- | -------------------------- | ----------------------- | ------------------------- |
| RE 11              | Magdeburg–Thale    | Magdeburg Hbf – Magdeburg-Buckau – Osterweddingen – Oschersleben – Nienhagen – Halberstadt Hbf – Wegeleben – Ditfurt – Quedlinburg – Neinstedt – Thale Musesteig – Thale Hbf | 315                        | Start Mitteldeutschland | 1648                      |

#### RE 12
Der RE 12 verläuft nur auf einem kurzen Stück um Zeitz in Sachsen-Anhalt. Er verkehrt im 120-Minuten-Takt zwischen Leipzig Hbf und Saalfeld. Sein Laufweg ist identisch mit dem der RB 22. Doch beim RE 12 handelt es sich um eine Expresslinie mit weniger Zwischenhalten.
| Zug- gattung Linie | Befahrene Strecken | Laufweg | Kursbuch- strecken- nummer | Verkehrs- unter- nehmen | Fahrzeuge im Regelbetrieb |
| ------------------ | ------------------ | --- | -------------------------- | ----------------------- | ------------------------- |
| RE 12              | Leipzig–Saalfeld   | Leipzig Hbf – Leipzig-Plagwitz – Leipzig-Knauthain – Zwenkau-Großdalzig – Pegau – Profen – Zeitz – Wetterzeube – Crossen Ort – Bad Köstritz – Gera-Langenberg – Gera Hbf – Gera Süd – Gera-Zwötzen – Weida – Niederpöllnitz – Triptis – Neustadt – Pößneck ob Bf – Saalfeld | 550 555                    | Erfurter Bahn           | 650                       |

#### RE 13
Der RE 13 verkehrt stündlich zwischen Magdeburg Hbf und Leipzig Hbf.
| Zug- gattung Linie | Befahrene Strecken                                     | Laufweg | Kursbuch- strecken- nummer | Verkehrs- unter- nehmen | Fahrzeuge im Regelbetrieb |
| ------------------ | ------------------------------------------------------ | --- | -------------------------- | ----------------------- | ------------------------- |
| RE 13              | Berlin–Magdeburg; Biederitz–Trebnitz; Trebnitz–Leipzig | Magdeburg Hbf – Magdeburg-Neustadt – Magdeburg Herrenkrug – Biederitz – Königsborn – Wahlitz – Gommern – Prödel – Lübs – Güterglück – Zerbst – Rodleben – Roßlau – Dessau Hbf – Wolfen – Bitterfeld – Delitzsch unt Bf – Leipzig Messe – Leipzig Hbf | 201 254 251                | DB Regio                | 1442                      |

#### RE 14
Der RE 14 stellt mit einzelnen Züge eine zusätzliche Verbindung zwischen Dessau Hbf und Falkenberg/Elster her.
| Zug- gattung Linie | Befahrene Strecken | Laufweg | Kursbuch- strecken- nummer | Verkehrs- unter- nehmen | Fahrzeuge im Regelbetrieb |
| ------------------ | ------------------ | --- | -------------------------- | ----------------------- | ------------------------- |
| RE 14              | Węgliniec–Roßlau   | Dessau Hbf – Roßlau – Coswig – Lutherstadt Wittenberg-Piesteritz – Lutherstadt Wittenberg Altstadt – Lutherstadt Wittenberg Hbf – Lutherstadt Wittenberg-Labetz – Mühlanger – Elster – Jessen – Annaburg – Fermerswalde – Falkenberg | 228                        | DB Regio                | 1442                      |

#### RE 15
Der RE 15 beginnt in Leipzig Hbf im Bundesland Sachsen. Nur die Bahnhöfe zwischen Bad Dürrenberg und Bad Kösen liegt in Sachsen-Anhalt. Anschließend geht es in Thüringen weiter und der Zug endet in Saalfeld. Dabei wird im Zweistundentakt gefahren.
| Zug- gattung Linie | Befahrene Strecken                                           | Laufweg | Kursbuch- strecken- nummer | Verkehrs- unter- nehmen | Fahrzeuge im Regelbetrieb |
| ------------------ | ------------------------------------------------------------ | --- | -------------------------- | ----------------------- | ------------------------- |
| RE 15              | Leipzig–Großkorbetha; Großkorbetha–Saaleck; Saaleck–Saalfeld | Leipzig Hbf – Leipzig-Möckern – Markranstädt – Bad Dürrenberg – Weißenfels – Naumburg Hbf – Bad Kösen – Camburg – Jena Paradies – Jena-Göschwitz – Kahla – Rudolstadt – Rudolstadt-Schwarza – Saalfeld | 582 580 560                | Abellio                 | 442                       |

#### RE 16
Der RE 16 stellt alle 60 Minuten eine Verbindung zwischen Halle Hbf und Erfurt Hbf her.
| Zug- gattung Linie | Befahrene Strecken | Laufweg | Kursbuch- strecken- nummer | Verkehrs- unter- nehmen | Fahrzeuge im Regelbetrieb |
| ------------------ | ------------------ | --- | -------------------------- | ----------------------- | ------------------------- |
| RE 16              | Halle–Bebra        | Halle Hbf – Merseburg Hbf – Weißenfels – Naumburg Hbf – Bad Kösen – Großheringen – Apolda – Weimar – Erfurt Hbf | 581                        | Abellio                 | 9442                      |

#### RE 20
Der RE 20 verkehrt unter der Woche auf der gesamten Strecke stündlich. An den Wochenenden und Feiertagen verkehrt diese Linie auch stündlich, allerdings nur zwischen Magdeburg Hbf und Uelzen. Zusammen mit der S 1 überlagert sich zwischen Schönebeck-Bad Salzelmen (an den Wochenenden und Feiertagen Magdeburg Hbf) und Stendal Hbf zu einem ungefähren Halbstundentakt. Der Haltepunkt Steinfeld wird nur zweistündlich bedient. Salzwedel ist der letzte sich in Sachsen-Anhalt befindende Bahnhof.
| Zug- gattung Linie | Befahrene Strecken                                                         | Laufweg | Kursbuch- strecken- nummer | Verkehrs- unter- nehmen | Fahrzeuge im Regelbetrieb                        |
| ------------------ | -------------------------------------------------------------------------- | --- | -------------------------- | ----------------------- | ------------------------------------------------ |
| RE 20              | Schönebeck–Güsten; Magdeburg–Leipzig; Magdeburg–Wittenberge Stendal–Uelzen | Schönebeck-Bad Salzelmen – Schönebeck Süd – Schönebeck – Schönebeck-Frohse – Magdeburg Südost – Magdeburg-Salbke – Magdeburg SKET Industriepark – Magdeburg-Buckau – Magdeburg Hasselbachplatz – Magdeburg Hbf – Magdeburg-Neustadt – Magdeburg-Eichenweiler – Magdeburg-Rothensee – Wolmirstedt – Zielitz Ort – Tangerhütte – Stendal Hbf – Steinfeld – Kläden – Hohenwulsch – Brunau-Packebusch – Fleetmark – Pretzier – Salzwedel – Schnega – Soltendieck – Wieren – Stederdorf – Uelzen | 335 340 305                | DB Regio                | 146.0 + 3 Doppelstockwagen RE 4681 fährt mit 425 |

#### RE 21
Der RE 21 verkehrt zweistündlich zwischen Magdeburg Hbf und Goslar, zwischen Magdeburg Hbf und Halberstadt Hbf gemeinsam mit der Linie RE 11. In Halberstadt Hbf werden diese Züge geflügelt: der hintere Zugteil fährt nach Fahrtrichtungswechsel weiter nach Goslar, der vordere als Linie RE 11 weiter nach Thale Hbf. Die Linie verkehrt bis auf die Halte in Vienenburg und Goslar in Sachsen-Anhalt.
| Zug- gattung Linie | Befahrene Strecken                                   | Laufweg | Kursbuch- strecken- nummer | Verkehrs- unter- nehmen | Fahrzeuge im Regelbetrieb |
| ------------------ | ---------------------------------------------------- | --- | -------------------------- | ----------------------- | ------------------------- |
| RE 21              | Magdeburg–Thale; Halle–Vienenburg; Vienenburg–Goslar | Magdeburg Hbf – Magdeburg-Buckau – Osterweddingen – Oschersleben – Nienhagen – Halberstadt Hbf – Wernigerode Hbf – Wernigerode Elmowerk – Darlingerode – Ilsenburg – Stapelburg – Vienenburg – Goslar | 315 330 353                | Start Mitteldeutschland | 1648                      |

#### RE 24
Der RE 24 verkehrt zweistündlich zwischen Halle Hbf und Halberstadt Hbf. Gemeinsam mit der Linie RE 4 wird zwischen beiden Städten ein stündliches Angebot realisiert.
| Zug- gattung Linie | Befahrene Strecken | Laufweg | Kursbuch- strecken- nummer | Verkehrs- unter- nehmen | Fahrzeuge im Regelbetrieb |
| ------------------ | ------------------ | --- | -------------------------- | ----------------------- | ------------------------- |
| RE 24              | Halle–Vienenburg   | Halle Hbf – Könnern – Belleben – Sandersleben – Freckleben – Drohndorf-Meringen – Aschersleben – Gatersleben – Halberstadt Hbf | 330                        | Start Mitteldeutschland | 1648                      |

#### RE 30
Die Linie RE 30 verkehrt zwischen Magdeburg Hbf und Halle Hbf. Diese Linie verkehrt stündlich.
| Zug- gattung Linie | Befahrene Strecken | Laufweg | Kursbuch- strecken- nummer | Verkehrs- unter- nehmen | Fahrzeuge im Regelbetrieb |
| ------------------ | ------------------ | --- | -------------------------- | ----------------------- | ------------------------- |
| RE 30              | Magdeburg–Leipzig  | Magdeburg Hbf – Magdeburg-Buckau – Magdeburg Südost – Schönebeck – Schönebeck-Felgeleben – Gnadau – Calbe (Saale) Ost – Sachsendorf – Wulfen – Köthen – Arensdorf – Weißandt-Gölzau – Stumsdorf – Niemberg – Zöberitz – Halle Hbf | 340                        | DB Regio                | 146 + 3 Doppelstockwagen  |

#### RE 31
Der RE 31 verkehrt wochentags stündlich zwischen Halberstadt Hbf und Blankenburg, am Wochenende zweistündlich. Zwischen Halberstadt Hbf und Magdeburg Hbf verkehrt diese Linie täglich zweistündlich, vereinigt mit der Linie RE 11.
| Zug- gattung Linie | Befahrene Strecken                       | Laufweg | Kursbuch- strecken- nummer | Verkehrs- unter- nehmen | Fahrzeuge im Regelbetrieb |
| ------------------ | ---------------------------------------- | --- | -------------------------- | ----------------------- | ------------------------- |
| RE 31              | Magdeburg–Thale; Halberstadt–Blankenburg | Magdeburg Hbf – Magdeburg-Buckau – Osterweddingen – Oschersleben – Nienhagen – Halberstadt Hbf – Halberstadt Oststraße – Halberstadt-Spiegelsberge – Langenstein – Börnecke – Blankenburg | 315 328                    | Start Mitteldeutschland | 1648                      |

#### RB 20
Die RB 20 verkehrt täglich stündlich zwischen Leipzig Hbf und Eisenach Hbf. Zwischen Erfurt Hbf und Eisenach Hbf wird zusätzlich zur Hauptverkehrszeit verstärkt. Zwischen Kötzschau und Bad Kösen verläuft die Linie in Sachsen-Anhalt.
| Zug- gattung Linie | Befahrene Strecken                | Laufweg | Kursbuch- strecken- nummer | Verkehrs- unter- nehmen | Fahrzeuge im Regelbetrieb |
| ------------------ | --------------------------------- | --- | -------------------------- | ----------------------- | ------------------------- |
| RB 20              | Leipzig–Großkorbetha; Halle–Bebra | Leipzig Hbf – Leipzig-Möckern – Leipzig-Leutzsch – Leipzig-Rückmarsdorf – Leipzig-Miltitz – Markranstädt – Großlehna – Kötzschau – Bad Dürrenberg – Großkorbetha – Weißenfels – Leißling – Naumburg Hbf – Bad Kösen – Großheringen – Bad Sulza – Niedertrebra – Apolda – Oßmannstedt – Weimar – Hopfgarten – Vieselbach – Erfurt Hbf – Erfurt-Bischleben – Neudietendorf – Wandersleben – Seebergen – Gotha – Fröttstädt – Mechterstädt – Sättelstädt – Schönau – Wutha – Eisenach Hbf | 582 581                    | Abellio                 | 9442                      |

#### RB 22
Die alle 120 Minuten verkehrende RB 22 verläuft nur auf einem kurzen Stück um Zeitz in Sachsen-Anhalt. Die restlichen Teile der Linie befinden sich in Sachsen oder Thüringen. Der Laufweg des RE 12 ist identisch mit dem der RB 22. Doch ist der RE 12 eine Expresslinie mit weniger Zwischenhalten.
| Zug- gattung Linie | Befahrene Strecken  | Laufweg | Kursbuch- strecken- nummer | Verkehrs- unter- nehmen | Fahrzeuge im Regelbetrieb |
| ------------------ | ------------------- | --- | -------------------------- | ----------------------- | ------------------------- |
| RB 22              | Leipzig–Probstzella | Leipzig Hbf – Leipzig-Plagwitz – Leipzig-Knauthain – Zwenkau-Großdalzig – Pegau – Profen – Zeitz – Crossen Ort – Crossen – Bad Köstritz – Gera Hbf – Gera Süd – Gera-Zwötzen – Wolfsgefärth – Weida – Niederpöllnitz – Triptis – Neustadt – Neuenhofen – Oppurg – Pößneck ob Bf – Krölpa-Ranis – Könitz – Unterwellenborn – Saalfeld | 550 555                    | Erfurter Bahn           | 650                       |

#### RB 25
Die RB 25 verkehrt täglich stündlich zwischen Halle Hbf und Saalfeld. Bis Bad Kösen verläuft die Linie in Sachsen-Anhalt. Die Haltepunkte Leuna Werke Nord und Leuna Werke Süd sind Bedarfshalte.
| Zug- gattung Linie | Befahrene Strecken                | Laufweg | Kursbuch- strecken- nummer | Verkehrs- unter- nehmen | Fahrzeuge im Regelbetrieb |
| ------------------ | --------------------------------- | --- | -------------------------- | ----------------------- | ------------------------- |
| RB 25              | Halle–Bebra Großheringen–Saalfeld | Halle Hbf – Halle-Ammendorf – Schkopau – Merseburg Hbf – Leuna Werke Nord – Leuna Werke Süd – Großkorbetha – Weißenfels – Leißling – Naumburg Hbf – Bad Kösen – Camburg – Dornburg – Porstendorf – Jena-Zwätzen – Jena Saalbf – Jena Paradies – Jena-Göschwitz – Rothenstein – Kahla – Orlamünde – Zeutsch – Uhlstädt – Rudolstadt – Rudolstadt-Schwarza – Saalfeld | 581 560                    | Abellio                 | 9442 6442                 |

#### RB 33
Die RB 33 verkehrt im 60-Minuten-Takt zwischen Stendal Hbf und Tangermünde.
| Zug- gattung Linie | Befahrene Strecken  | Laufweg                                                                            | Kursbuch- strecken- nummer | Verkehrs- unter- nehmen | Fahrzeuge im Regelbetrieb |
| ------------------ | ------------------- | ---------------------------------------------------------------------------------- | -------------------------- | ----------------------- | ------------------------- |
| RB 33              | Stendal–Tangermünde | Stendal Hbf – Stendal Vorbf – Bindfelde – Miltern – Tangermünde West – Tangermünde | 269                        | HANS                    | 640                       |

#### RB 34
Die RB 34 fährt zweistündlich zwischen Stendal Hbf und Rathenow. Mit dem mittlerweile ebenfalls zweistündlich fahrenden RE 4 ergibt sich somit ein annähernder Stundentakt zwischen Stendal und Rathenow und mit Umstieg weiter nach Berlin.
| Zug- gattung Linie | Befahrene Strecken | Laufweg                                                       | Kursbuch- strecken- nummer | Verkehrs- unter- nehmen | Fahrzeuge im Regelbetrieb |
| ------------------ | ------------------ | ------------------------------------------------------------- | -------------------------- | ----------------------- | ------------------------- |
| RB 34              | Berlin–Lehrte      | Stendal Hbf – Hämerten – Schönhausen – Großwudicke – Rathenow | 301                        | HANS                    | 640                       |

#### RB 35
Die RB 35 verbindet wochentags stündlich Stendal Hbf mit Wolfsburg Hbf, am Wochenende nur alle 120 Minuten. Zwischen Oebisfelde und Wolfsburg Hbf wird sie durch die Linien RE 6 und RB 36 verdichtet. Die Linie verkehrt bis auf den Halt in Wolfsburg Hbf in Sachsen-Anhalt.
| Zug- gattung Linie | Befahrene Strecken | Laufweg | Kursbuch- strecken- nummer | Verkehrs- unter- nehmen | Fahrzeuge im Regelbetrieb |
| ------------------ | ------------------ | --- | -------------------------- | ----------------------- | ------------------------- |
| RB 35              | Berlin–Lehrte      | Stendal Hbf – Möringen – Vinzelberg – Uchtspringe – Jävenitz – Gardelegen – Solpke – Mieste – Miesterhorst – Oebisfelde – Wolfsburg Hbf | 301                        | Start Mitteldeutschland | 1648                      |

#### RB 36
Die RB 36 verkehrt im Stundentakt zwischen Magdeburg Hbf und Haldensleben, dieser wird in der Hauptverkehrszeit bis Wolfsburg Hbf ausgedehnt. Am Wochenende wird dieser Streckenabschnitt nur zweistündlich bedient. In der Woche wird die Linie durch einzelne Fahrten des RE 6 verstärkt. Zwischen Oebisfelde und Wolfsburg Hbf wird sie durch die Linie RB 35 verdichtet. In Magdeburg Hbf sind einzelne Fahrten mit der Linie RB 43 von/nach Oschersleben oder RB 47 von/nach Halle Hbf über Bernburg Hbf verbunden. Die Linie verkehrt bis auf den Halt in Wolfsburg Hbf in Sachsen-Anhalt.
| Zug- gattung Linie | Befahrene Strecken                  | Laufweg | Kursbuch- strecken- nummer | Verkehrs- unter- nehmen | Fahrzeuge im Regelbetrieb |
| ------------------ | ----------------------------------- | --- | -------------------------- | ----------------------- | ------------------------- |
| RB 36              | Oebisfelde–Magdeburg; Berlin–Lehrte | Magdeburg Hbf – Magdeburg-Neustadt – Magdeburg-Eichenweiler – Barleben – Meitzendorf – Groß Ammensleben – Vahldorf – Haldensleben – Flechtingen – Wegenstedt – Rätzlingen – Bösdorf – Oebisfelde – Wolfsburg Hbf | 308 301                    | Start Mitteldeutschland | 1648                      |

#### RB 40
Die RB 40 verkehrt stündlich zwischen Burg und Braunschweig Hbf. Eine Fahrt beginnt wochentags bereits in Genthin. Ab Helmstedt verläuft die Linie in Niedersachsen.
| Zug- gattung Linie | Befahrene Strecken                       | Laufweg | Kursbuch- strecken- nummer | Verkehrs- unter- nehmen | Fahrzeuge im Regelbetrieb |
| ------------------ | ---------------------------------------- | --- | -------------------------- | ----------------------- | ------------------------- |
| RB 40              | Braunschweig–Magdeburg; Berlin–Magdeburg | (Genthin) – Burg – Möser – Gerwisch – Biederitz – Magdeburg Herrenkrug – Magdeburg-Neustadt – Magdeburg Hbf – Magdeburg-Sudenburg – Niederndodeleben – Wellen – Ochtmersleben – Dreileben-Drackenstedt – Ovelgünne – Eilsleben – Wefensleben – Marienborn – Helmstedt – Frellstedt – Königslutter – Schandelah – Weddel – Braunschweig Hbf | 201 310                    | DB Regio                | 146 + 3 Doppelstockwagen  |

#### RB 41
Die RB 41 verkehrt zweistündlich zwischen Magdeburg Hbf und Aschersleben.
| Zug- gattung Linie | Befahrene Strecken                                        | Laufweg | Kursbuch- strecken- nummer | Verkehrs- unter- nehmen | Fahrzeuge im Regelbetrieb |
| ------------------ | --------------------------------------------------------- | --- | -------------------------- | ----------------------- | ------------------------- |
| RB 41              | Magdeburg–Leipzig; Schönebeck–Güsten; Köthen–Aschersleben | Magdeburg Hbf – Schönebeck – Schönebeck-Bad Salzelmen – Eggersdorf – Eickendorf – Förderstedt – Staßfurt – Neundorf – Güsten – Giersleben – Schierstedt – Aschersleben | 340 335 334                | Start Mitteldeutschland | 1648                      |

#### RB 43
Die RB 43 verkehrt zweistündlich zwischen Magdeburg Hbf und Oschersleben, in der Hauptverkehrszeit wochentags wird das Angebot auf einen Stundentakt verdichtet.
| Zug- gattung Linie | Befahrene Strecken | Laufweg | Kursbuch- strecken- nummer | Verkehrs- unter- nehmen | Fahrzeuge im Regelbetrieb |
| ------------------ | ------------------ | --- | -------------------------- | ----------------------- | ------------------------- |
| RB 43              | Magdeburg–Thale    | Magdeburg Hbf – Magdeburg-Buckau – Magdeburg SKET Industriepark – Beyendorf – Dodendorf – Osterweddingen – Langenweddingen – Hadmersleben – Oschersleben | 315                        | Start Mitteldeutschland | 1648                      |

#### RB 44
Die RB 44 verkehrt mit vereinzelten Fahrten zwischen Halberstadt Hbf und Aschersleben, dabei verdichtet er dort das Angebot zu den parallel verkehrenden Linien RE 4 und RE 24. In Aschersleben sind einige Fahrten mit der Linie RB 50 von/nach Bernburg Hbf verbunden.
| Zug- gattung Linie | Befahrene Strecken | Laufweg                                                                              | Kursbuch- strecken- nummer | Verkehrs- unter- nehmen | Fahrzeuge im Regelbetrieb |
| ------------------ | ------------------ | ------------------------------------------------------------------------------------ | -------------------------- | ----------------------- | ------------------------- |
| RB 44              | Vienenburg–Halle   | Halberstadt Hbf – Wegeleben – Gatersleben – Nachterstedt-Hoym – Frose – Aschersleben | 330                        | Start Mitteldeutschland | 1648                      |

#### RB 47
Die RB 47 fährt Mo–Fr zwischen Halle Hbf und Könnern stündlich. Der weitere Abschnitt bis Magdeburg Hbf wird nur alle zwei Stunden bedient mit teilweise Taktverdichter zum Stundentakt in der HVZ. An den Wochenenden und Feiertagen wird die gesamte Strecke nur zweistündlich bedient und nur bis Calbe Ost. Zwischen dem Hauptbahnhof in Halle und Halle-Trotha wird das Angebot durch die Linie S47 der S-Bahn Mitteldeutschland verdichtet. In Magdeburg Hbf sind die meisten Fahrten mit der Linie RE 6 bzw. RB 36 von/nach Haldensleben verbunden.
| Zug- gattung Linie | Befahrene Strecken                                                                                           | Laufweg | Kursbuch- strecken- nummer | Verkehrs- unter- nehmen | Fahrzeuge im Regelbetrieb |
| ------------------ | --- | --- | -------------------------- | ----------------------- | ------------------------- |
| RB 47              | Halle–Vienenburg; Könnern–Baalberge; Köthen–Aschersleben Calbe–Bernburg Berlin–Blankenheim Magdeburg–Leipzig | Halle Hbf – Halle Steintorbrücke – Halle Dessauer Brücke – Halle Zoo – Halle Wohnstadt Nord – Halle-Trotha – Teicha – Wallwitz – Nauendorf – Domnitz – Könnern – Baalberge – Bernburg-Roschwitz – Bernburg Hbf – Bernburg-Waldau – Bernburg-Strenzfeld – Nienburg – Calbe West – Calbe Stadt – Calbe Ost – Schönebeck – Magdeburg-Buckau – Magdeburg Hbf | 340 334 335                | Start Mitteldeutschland | 1648                      |

#### RB 50
Die RB 50 fährt stündlich zwischen Dessau Hbf und Güsten. Der weitere Abschnitt bis Aschersleben wird nur alle zwei Stunden bedient. Der Halt Frenz wird nur alle zwei Stunden bedient. In Aschersleben sind einzelne Fahrten mit der Linie RB 44 von/nach Halberstadt Hbf verbunden.
| Zug- gattung Linie | Befahrene Strecken                 | Laufweg | Kursbuch- strecken- nummer | Verkehrs- unter- nehmen | Fahrzeuge im Regelbetrieb |
| ------------------ | ---------------------------------- | --- | -------------------------- | ----------------------- | ------------------------- |
| RB 50              | Dessau–Köthen; Köthen–Aschersleben | Dessau Hbf – Dessau-Alten – Dessau-Mosigkau – Elsnigk – Köthen – Frenz – Biendorf – Baalberge – Bernburg-Roschwitz – Bernburg Hbf – Ilberstedt – Güsten – Giersleben – Schierstedt – Aschersleben | 334                        | Start Mitteldeutschland | 1648                      |

#### RB 51
Die RB 51 in Sachsen-Anhalt bedient stündlich die Halte zwischen Dessau Hbf und Lutherstadt Wittenberg Hbf sowie zweistündlich die Halte zwischen Lutherstadt Wittenberg Hbf und Falkenberg/Elster. Dabei fährt der Großteil der Fahrten von Falkenberg/Elster nach Lutherstadt Wittenberg Hbf weiter als S 2 nach Leipzig-Stötteritz.
| Zug- gattung Linie | Befahrene Strecken                 | Laufweg | Kursbuch- strecken- nummer | Verkehrs- unter- nehmen | Fahrzeuge im Regelbetrieb |
| ------------------ | ---------------------------------- | --- | -------------------------- | ----------------------- | ------------------------- |
| RB 51              | Trebnitz–Leipzig; Węgliniec–Roßlau | Dessau Hbf – Roßlau – Meinsdorf – Klieken – Coswig – Griebo – Lutherstadt Wittenberg-Piesteritz – Lutherstadt Wittenberg Altstadt – Lutherstadt Wittenberg Hbf | 254 216                    | DB Regio                | 1442                      |
| RB 51              | Węgliniec–Roßlau                   | Lutherstadt Wittenberg Hbf – Lutherstadt Wittenberg-Labetz – Mühlanger – Elster – Jessen – Annaburg – Fermerswalde – Falkenberg                                | 216                        | DB Regio                | 1442                      |

#### RB 59
Die RB 59 verkehrt zweistündlich zwischen Sangerhausen und Erfurt Hbf. In Reinsdorf wird nur bei Bedarf gehalten. Nur der Bahnhof Sangerhausen liegt in Sachsen-Anhalt, alle anderen Halte liegen in Thüringen. Zwischen Sömmerda und Erfurt Hbf wird in der Hauptverkehrszeit durch zusätzliche Züge verstärkt, sodass in diesen Abschnitt zusammen mit den RE 10 ein ungefährer Halbstundentakt herrscht. Zwischen Sangerhausen und Erfurt Hbf überlagert er sich mit der Linie RE 10 zu einem ungefähren Stundentakt.
| Zug- gattung Linie | Befahrene Strecken  | Laufweg | Kursbuch- strecken- nummer | Verkehrs- unter- nehmen | Fahrzeuge im Regelbetrieb |
| ------------------ | ------------------- | --- | -------------------------- | ----------------------- | ------------------------- |
| RB 59              | Sangerhausen–Erfurt | Sangerhausen – Artern – Reinsdorf – Bretleben – Heldrungen – Etzleben – Griefstedt – Leubingen – Sömmerda – Großrudestedt – Stotternheim – Erfurt Ost – Erfurt Hbf | 595                        | Abellio                 | 9442                      |

#### RB 76
Die RB 76 verkehrt wochentags alle 60 Minuten sowie am Wochenende alle 120 Minuten zwischen Weißenfels und Zeitz.
| Zug- gattung Linie | Befahrene Strecken | Laufweg                                                                                               | Kursbuch- strecken- nummer | Verkehrs- unter- nehmen | Fahrzeuge im Regelbetrieb |
| ------------------ | ------------------ | --- | -------------------------- | ----------------------- | ------------------------- |
| RB 76              | Weißenfels–Zeitz   | Weißenfels – Weißenfels West – Langendorf – Prittitz – Teuchern – Deuben – Luckenau – Theißen – Zeitz | 551                        | Erfurter Bahn           | 650 und 648               |

#### RB 77
Die RB 77 verkehrt stündlich zwischen Naumburg Ost und Wangen. Die Haltepunkte Naumburg-Roßbach, Kleinjena und Balgstädt sind Bedarfshalte.
| Zug- gattung Linie | Befahrene Strecken                    | Laufweg | Kursbuch- strecken- nummer | Verkehrs- unter- nehmen | Fahrzeuge im Regelbetrieb |
| ------------------ | ------------------------------------- | --- | -------------------------- | ----------------------- | ------------------------- |
| RB 77              | Naumburg–Reinsdorf; Naumburg–Teuchern | Naumburg Ost – Naumburg Hbf – Naumburg-Roßbach – Kleinjena – Freyburg (Unstrut) – Balgstädt – Laucha (Unstrut) – Kirchscheidungen – Karsdorf – Reinsdorf – Nebra – Wangen (Unstrut) | 585 551                    | Start Mitteldeutschland | 1648                      |

#### S 1
Die S 1 gehört zur S-Bahn Mittelelbe und durchquert die Stadt Magdeburg in Süd-Nord-Richtung. Wochentags wird auf der gesamten Strecke stündlich gefahren. Zusammen mit der RE 20 überlagert sich zwischen Schönebeck-Bad Salzelmen (an den Wochenenden und Feiertagen: Magdeburg Hbf) und Stendal Hbf unter der Woche zu einem ungefähren Halbstundentakt. Am Wochenende besteht zwischen Schönebeck-Bad Salzelmen und Stendal Hbf ein stündliches Angebot. Weiter bis Wittenberge geht es im Zweistundentakt. Bis auf den Endbahnhof Wittenberge verläuft die Linie komplett in Sachsen-Anhalt. Der Haltepunkt Barleber See wird nur in den Sommermonaten bedient.
| Zug- gattung Linie | Befahrene Strecken                                          | Laufweg | Kursbuch- strecken- nummer | Verkehrs- unter- nehmen | Fahrzeuge im Regelbetrieb |
| ------------------ | ----------------------------------------------------------- | --- | -------------------------- | ----------------------- | ------------------------- |
| S 1                | Schönebeck–Güsten; Magdeburg–Leipzig; Magdeburg–Wittenberge | Schönebeck-Bad Salzelmen – Schönebeck Süd – Schönebeck – Schönebeck-Frohse – Magdeburg Südost – Magdeburg-Salbke – Magdeburg SKET Industriepark – Magdeburg-Buckau – Magdeburg Hasselbachplatz – Magdeburg Hbf – Magdeburg-Neustadt – Magdeburg-Eichenweiler – Magdeburg-Rothensee – Wolmirstedt – Zielitz Ort – Zielitz – Angern-Rogätz – Mahlwinkel – Tangerhütte – Demker – Stendal Hbf – Stendal-Stadtsee – Stendal Hochschule – Eichstedt – Goldbeck – Osterburg – Seehausen – Geestgottberg – Wittenberge | 335 340 305                | DB Regio                | 425                       |

#### S 2
Die S 2 als Linie der S-Bahn Mitteldeutschland fährt in Sachsen-Anhalt und Sachsen. Zwischen Leipzig-Stötteritz und Delitzsch unt Bahnhof wird im Halbstundentakt gefahren, der wochentags bis Bitterfeld ausgedehnt wird. Ab Bitterfeld wird abwechselnd stündlich entweder nach Dessau Hbf oder nach Lutherstadt Wittenberg Hbf gefahren. Einige Züge in der Hauptverkehrszeit verkehren weiter bis Jüterbog. Mit der Linie S 8 zwischen Bitterfeld und Lutherstadt Wittenberg Hbf bzw. Dessau Hbf gibt es Überlagerungen zu einem angenäherten Stundentakt. Bis auf den Bahnhof Jüterbog und den Haltepunkt Niedergörsdorf und Blönsdorf verläuft die Linie komplett in Sachsen-Anhalt. Alle Fahrten, die in Lutherstadt Wittenberg Hbf enden, fahren weiter als RB 51 nach Falkenberg/Elster.
| Zug- gattung Linie | Befahrene Strecken                                                                        | Laufweg | Kursbuch- strecken- nummer | Verkehrs- unter- nehmen | Fahrzeuge im Regelbetrieb |
| ------------------ | ----------------------------------------------------------------------------------------- | --- | -------------------------- | ----------------------- | ------------------------- |
| S 2                | Trebnitz–Leipzig; City-Tunnel Leipzig; Leipzig Engelsdorf–Leipzig-Connewitz               | Dessau Hbf – Dessau Süd – Marke – Raguhn – Jeßnitz – Wolfen – Greppin – Bitterfeld – Petersroda – Delitzsch unt Bf – Zschortau – Rackwitz – Leipzig Messe – Leipzig Essener Straße – Leipzig Nord – Leipzig Hbf – Leipzig Markt – Leipzig Wilhelm-Leuschner-Platz – Leipzig Bayerischer Bahnhof – Leipzig MDR – Leipzig Völkerschlachtdenkmal – Leipzig-Stötteritz | 251 501.3                  | DB Regio                | 1442                      |
| S 2                | Berlin–Halle; Trebnitz–Leipzig; City-Tunnel Leipzig; Leipzig-Engelsdorf–Leipzig-Connewitz | (Jüterbog – Niedergörsdorf – Blönsdorf – Zahna – Bülzig – Zörnigall –) Lutherstadt Wittenberg Hbf – Pratau – Bergwitz – Radis – Gräfenhainichen – Burgkemnitz – Muldenstein – Bitterfeld – Petersroda – Delitzsch unt Bf – Zschortau – Rackwitz – Leipzig Messe – Leipzig Essener Straße – Leipzig Nord – Leipzig Hbf – Leipzig Markt – Leipzig Wilhelm-Leuschner-Platz – Leipzig Bayerischer Bahnhof – Leipzig MDR – Leipzig Völkerschlachtdenkmal – Leipzig-Stötteritz | 250 251 501.3              | DB Regio                | 1442                      |

#### S 3
Die S 3 der S-Bahn Mitteldeutschland verkehrt halbstündlich zwischen Halle-Nietleben und Wurzen. Bis Großkugel verläuft diese Linie in Sachsen-Anhalt und ab Schkeuditz West in Sachsen. Bis zum Fahrplanwechsel am 12. Dezember 2021 verkehrte sie stündlich ab Halle Hbf und stündlich ab Halle-Trotha, während nach Nietleben die S 7 verkehrte.
| Zug- gattung Linie | Befahrene Strecken | Laufweg | Kursbuch- strecken- nummer   | Verkehrs- unter- nehmen | Fahrzeuge im Regelbetrieb |
| ------------------ | --- | --- | ---------------------------- | ----------------------- | ------------------------- |
| S 3                | Merseburg–Halle-Nietleben; Halle–Hann. Münden; Magdeburg–Leipzig; Leipzig-Wahren–Leipzig Hbf; City-Tunnel Leipzig; Leipzig-Engelsdorf–Leipzig Connewitz; Leipzig–Dresden | Halle-Nietleben – Halle-Neustadt – Halle Zscherbener Straße – Halle-Südstadt – Halle-Silberhöhe – Halle Rosengarten – Halle Hbf – Halle Messe – Dieskau – Gröbers – Großkugel – Schkeuditz West – Schkeuditz – Leipzig-Lützschena – Leipzig-Wahren – Leipzig Slevogtstraße – Leipzig Olbrichtstraße – Leipzig-Gohlis – Leipzig Hbf – Leipzig Markt – Leipzig Wilhelm-Leuschner-Platz – Leipzig Bayerischer Bahnhof – Leipzig MDR – Leipzig Völkerschlachtdenkmal – Leipzig-Stötteritz – Leipzig Anger-Crottendorf – Leipzig-Engelsdorf – Borsdorf – Gerichshain – Machern (Sachs) – Altenbach – Bennewitz – Wurzen (– Kühren – Dahlen (Sachs) – Oschatz) | 590 588 340 505.10 501.3 500 | DB Regio                | 1442                      |

#### S 5
Die S 5 der S-Bahn Mitteldeutschland verläuft nur auf einem kurzen Abschnitt ab Halle Hbf auf sachsen-anhaltischem Gebiet. Der Rest der Strecke liegt in Sachsen und Thüringen. Zwischen Halle Hbf und Altenburg wird im Stundentakt gefahren. Der weitere Abschnitt bis Zwickau Hbf wird hingegen nur alle zwei Stunden bedient. Der Haltepunkt Böhlen Werke ist nur ein Bedarfshalt. Wegen Bauarbeiten in Treben-Lehma wird der Haltepunkt Treben-Lehma bis Ende März 2026 nur in Tagesrandlage bedient und wird durch ein Rufbus in Relation Regis-Breitingen – Treben-Lehma – Altenburg ersetzt.
| Zug- gattung Linie | Befahrene Strecken                                                                        | Laufweg | Kursbuch- strecken- nummer | Verkehrs- unter- nehmen | Fahrzeuge im Regelbetrieb |
| ------------------ | ----------------------------------------------------------------------------------------- | --- | -------------------------- | ----------------------- | ------------------------- |
| S 5                | Magdeburg–Leipzig; Erfurt–Leipzig/Halle; City-Tunnel Leipzig; Leipzig–Hof; Dresden–Werdau | Halle Hbf – Flughafen Leipzig/Halle – Leipzig Messe – Leipzig Hbf – Leipzig Markt – Leipzig Wilhelm-Leuschner-Platz – Leipzig Bayerischer Bahnhof – Leipzig MDR – Leipzig-Connewitz – Markkleeberg Nord – Markkleeberg – Böhlen – Böhlen Werke – Neukieritzsch – Deutzen – Regis-Breitingen – Treben-Lehma – Altenburg – Lehndorf – Gößnitz – Ponitz – Crimmitschau – Schweinsburg-Culten – Werdau Nord – Werdau – Steinpleis – Lichtentanne – Zwickau Hbf | 340 580 530 510            | DB Regio                | 1442                      |

#### S 5X
Die S 5X ist eine zur S 5 ähnliche Linie zwischen Halle Hbf und Zwickau Hbf. Allerdings ist diese eine Expresslinie, die außerhalb des Halle-Leipziger Raums nur an größeren Orten hält. Die Linie fährt alle 60 Minuten.
| Zug- gattung Linie | Befahrene Strecken                                                                        | Laufweg | Kursbuch- strecken- nummer | Verkehrs- unter- nehmen | Fahrzeuge im Regelbetrieb |
| ------------------ | ----------------------------------------------------------------------------------------- | --- | -------------------------- | ----------------------- | ------------------------- |
| S 5X               | Magdeburg–Leipzig; Erfurt–Leipzig/Halle; City-Tunnel Leipzig; Leipzig–Hof; Dresden–Werdau | Halle Hbf – Flughafen Leipzig/Halle – Leipzig Messe – Leipzig Hbf – Leipzig Markt – Leipzig Wilhelm-Leuschner-Platz – Leipzig Bayerischer Bahnhof – Leipzig MDR – Leipzig-Connewitz – Markkleeberg Nord – Markkleeberg – Böhlen – Altenburg – Gößnitz – Crimmitschau – Werdau – Zwickau Hbf | 340 580 530 510            | DB Regio                | 1442                      |

#### S 7
Die S 7 der S-Bahn Mitteldeutschland fährt zwischen Halle Hbf und Lutherstadt Eisleben stündlich. Einzelne Fahrten fahren ab Lutherstadt Eisleben weiter nach Sangerhausen.
| Zug- gattung Linie | Befahrene Strecken | Laufweg | Kursbuch- strecken- nummer | Verkehrs- unter- nehmen | Fahrzeuge im Regelbetrieb |
| ------------------ | ------------------ | --- | -------------------------- | ----------------------- | ------------------------- |
| S 7                | Halle–Hann. Münden | Halle Hbf – Halle Rosengarten – Halle-Silberhöhe – Halle-Südstadt – Angersdorf – Zscherben – Teutschenthal Ost – Teutschenthal – Wansleben am See – Amsdorf – Röblingen am See – Erdeborn – Lutherstadt Eisleben (– Wolferode – Blankenheim – Riestedt – Sangerhausen) | 590                        | Abellio                 | 9442                      |

#### S 8
Die S 8 der S-Bahn Mitteldeutschland verkehrt montags bis freitags zwischen Halle Hbf und Bitterfeld im Halbstundentakt, am Wochenende stündlich. Ab Bitterfeld wird abwechselnd stündlich entweder nach Dessau Hbf oder nach Lutherstadt Wittenberg Hbf gefahren. Einige Züge in der Hauptverkehrszeit verkehren weiter bis Jüterbog. Mit der Linie S 2 zwischen Bitterfeld und Lutherstadt Wittenberg Hbf bzw. Dessau Hbf gibt es Überlagerungen zu einem angenäherten Stundentakt. Bis auf den Bahnhof Jüterbog und den Haltepunkt Niedergörsdorf und Blönsdorf verläuft die Linie komplett in Sachsen-Anhalt.
| Zug- gattung Linie | Befahrene Strecken             | Laufweg | Kursbuch- strecken- nummer | Verkehrs- unter- nehmen | Fahrzeuge im Regelbetrieb |
| ------------------ | ------------------------------ | --- | -------------------------- | ----------------------- | ------------------------- |
| S 8                | Berlin–Halle                   | (Jüterbog – Niedergörsdorf – Blönsdorf – Zahna – Bülzig – Zörnigall –) Lutherstadt Wittenberg Hbf – Pratau – Bergwitz – Radis – Gräfenhainichen – Burgkemnitz – Muldenstein – Bitterfeld – Roitzsch – Brehna – Landsberg – Hohenthurm – Halle Hbf | 250                        | DB Regio                | 1442                      |
| S 8                | Trebnitz–Leipzig; Berlin–Halle | Dessau Hbf – Dessau Süd – Marke – Raguhn – Jeßnitz – Wolfen – Greppin – Bitterfeld – Roitzsch – Brehna – Landsberg – Hohenthurm – Halle Hbf | 251 250                    | DB Regio                | 1442                      |

#### S 9
Die S 9 der S-Bahn Mitteldeutschland fährt ab Halle Hbf in Sachsen-Anhalt und ab Klitschmar in Sachsen. Diese Linie fährt zwischen Halle Hbf und Eilenburg zweistündlich und zu den Hauptverkehrszeiten stündlich.
| Zug- gattung Linie | Befahrene Strecken | Laufweg | Kursbuch- strecken- nummer | Verkehrs- unter- nehmen | Fahrzeuge im Regelbetrieb |
| ------------------ | ------------------ | --- | -------------------------- | ----------------------- | ------------------------- |
| S 9                | Halle–Cottbus      | Eilenburg – Kämmereiforst – Krensitz – Hohenroda – Delitzsch ob Bf – Kyhna – Klitschmar – Landsberg (b Halle/Saale) Süd – Reußen – Peißen – Halle Hbf | 219                        | DB Regio                | 1442                      |

#### S 11
Die S 11 fährt zwischen Halle Hbf, Merseburg Hbf, Mücheln und Querfurt. Sie löste im Dezember 2024 die Linie RB 78 ab, die nur zwischen Merseburg Hbf und Querfurt verkehrte. Seitdem wird überwiegend ein Stundentakt angeboten, lediglich am Sonntagvormittag wird der Abschnitt Mücheln–Querfurt nur im Zweistundentakt bedient. Die Stationen Merseburg Bergmannsring, Beuna, Braunsbedra-Pfännerhall, Krumpa und Nemsdorf-Göhrendorf sind Bedarfshalte.
| Zug- gattung Linie | Befahrene Strecken | Laufweg | Kursbuch- strecken- nummer | Verkehrs- unter- nehmen | Fahrzeuge im Regelbetrieb |
| ------------------ | ------------------ | --- | -------------------------- | ----------------------- | ------------------------- |
| S 11               | Merseburg–Querfurt | Halle (Saale) Hbf – Halle-Ammendorf – Schkopau – Merseburg Hbf – Merseburg Bergmannsring – Beuna – Frankleben – Braunsbedra-Pfännerhall – Braunsbedra – Krumpa – Mücheln Stadt – Mücheln – Langeneichstädt – Nemsdorf-Göhrendorf – Querfurt | 586                        | DB Regio                | 641                       |

#### S 47
Die S 47 der S-Bahn Mitteldeutschland fährt ausschließlich auf dem Gebiet der Stadt Halle und verkehrt durchgängig jede Stunde.
| Zug- gattung Linie | Befahrene Strecken | Laufweg | Kursbuch- strecken- nummer | Verkehrs- unter- nehmen | Fahrzeuge im Regelbetrieb |
| ------------------ | ------------------ | --- | -------------------------- | ----------------------- | ------------------------- |
| S 47               | Halle–Vienenburg   | Halle-Trotha – Halle Wohnstadt Nord – Halle Zoo – Halle Dessauer Brücke – Halle Steintorbrücke – Halle Hbf | 330                        | DB Regio                | 1442                      |

#### HSB
Die Brockenbahn verkehrt zwischen dem Brocken und Drei Annen Hohne alle 45 Minuten. Weiter bis Wernigerode geht es im 90-Minuten-Takt.
Die Harzquerbahn fährt teils im 30-minütigen, teils im 60-minütigen Takt zwischen Ilfeld und Nordhausen. Einzelne Züge sind bis Drei Annen Hohne verlängert.
Die Selketalbahn verbindet Quedlinburg mit Alexisbad im ungefähren 120-Minuten-Takt miteinander. Von Gernrode aus kommt es teils zu Verdichtungen auf einen ungefähren Stundentakt. Einzelne Züge sind bis Eisfelder Talmühle verlängert.
| Zug- gattung Linie | Befahrene Strecken                                 | Laufweg | Kursbuch- strecken- nummer | Verkehrs- unter- nehmen | Fahrzeuge im Regelbetrieb                                           |
| ------------------ | -------------------------------------------------- | --- | -------------------------- | ----------------------- | ------------------------------------------------------------------- |
| HSB                | Nordhausen–Wernigerode; Drei Annen Hohne–Brocken   | Brockenbahn Wernigerode Hbf – Wernigerode Westerntor – Wernigerode-Kirchstraße – Wernigerode-Hasserode – Steinerne Renne – Drei Annen Hohne – Schierke – Brocken | 325                        | HSB                     | BR 99 + 6–7 Reisezugwagen                                           |
| HSB                | Nordhausen–Wernigerode                             | Harzquerbahn Drei Annen Hohne – Elend – Sorge – Benneckenstein – Sophienhof – Tiefenbachmühle – Eisfelder Talmühle – Netzkater – Ilfeld Bad – Ilfeld Neanderklinik – Ilfeld – Ilfeld Schreiberwiese – Niedersachswerfen Ilfeler Straße – Niedersachswerfen Ost – Niedersachswerfen Herkulesmarkt – Nordhausen-Krimderode – Nordhausen Schurzfell – Nordhausen Ricarda-Huch-Straße – Nordhausen-Altentor – Nordhausen Hesseröder Straße – Nordhausen Nord | 326                        | HSB                     | BR 99 + 6–7 Reisezugwagen, Neubautriebwagen, Combino Duo            |
| HSB                | Quedlinburg–Hasselfelde; Stiege–Eisfelder Talmühle | Selketalbahn Quedlinburg – Quedlinburg-Quarmbeck – Bad Suderode – Gernrode – Sternhaus-Haferfeld – Sternhaus-Ramberg – Mägdesprung – Drahtzug – Alexisbad – Silberhütte – Silberhütte-Glasebach – Straßberg – Güntersberge – Friedrichshöhe – Albrechtshaus – Stiege – Birkenmoor – Eisfelder Talmühle | 333                        | HSB                     | BR 99/BR 99 + 2–3 Reisezugwagen, Neubautriebwagen, Altbautriebwagen |

#### DWE
Die folgende Linie ist eine saisonale Verbindung. Von März bis Oktober verkehrt sie im 120-Minuten-Takt.
| Zug- gattung Linie | Befahrene Strecken   | Laufweg                                                                                         | Kursbuch- strecken- nummer | Verkehrs- unter- nehmen                      | Fahrzeuge im Regelbetrieb |
| ------------------ | -------------------- | ----------------------------------------------------------------------------------------------- | -------------------------- | -------------------------------------------- | ------------------------- |
| DWE                | Dessau–Gohrau-Rehsen | Dessau Hbf – Dessau-Waldersee – Dessau-Adria – Kapen Biosphärenreservat – Oranienbaum – Wörlitz | 257                        | Dessauer Verkehrs- und Eisenbahngesellschaft | 670 672                   |

#### RÜB
Die Rübelandbahn fährt an einigen Tagen im Jahr zu bestimmten Anlässen zwischen Blankenburg und Rübeland.
| Zug- gattung Linie | Befahrene Strecken | Laufweg                                            | Kursbuch- strecken- nummer | Verkehrs- unter- nehmen | Fahrzeuge im Regelbetrieb |
| ------------------ | ------------------ | -------------------------------------------------- | -------------------------- | ----------------------- | ------------------------- |
| RÜB                | Blankenburg–Tanne  | Blankenburg – Michaelstein – Hüttenrode – Rübeland | –                          |                         | DR-Baureihe 95            |

#### WIP
Unter der Bezeichnung Wipperliese verkehren am Wochenende fünf Zugpaare täglich im Zweistundentakt. Es handelt sich dabei um eine saisonale Verbindung (April–Oktober). Der Nahverkehrsservice Sachsen-Anhalt bestellte den Verkehr im April 2015 ab. Seitdem fungiert der Landkreis Mansfeld-Südharz als ÖPNV-Aufgabenträger und die Strecke wird nur noch im Touristikverkehr bedient. Seit 2023 verkehrt die Cargo Logistik Rail Service.
| Zug- gattung Linie | Befahrene Strecken     | Laufweg | Kursbuch- strecken- nummer | Verkehrs- unter- nehmen     | Fahrzeuge im Regelbetrieb |
| ------------------ | ---------------------- | --- | -------------------------- | --------------------------- | ------------------------- |
| WIP                | Klostermansfeld–Wippra | Klostermansfeld – Klostermansfeld Randsiedlung – Mansfeld – Vatterode – Vatteröder Teich – Gräfenstuhl Klippmühle – Bieserode – Friesdorf Ost – Friesdorf – Wippra | 337                        | Cargo Logistik Rail Service | BR 628.2                  |

#### MBB
Die Mansfelder Bergwerksbahn verkehren an einigen Tagen im Jahr zu bestimmten Anlässen zwischen Benndorf und Hettstedt.
| Zug- gattung Linie | Befahrene Strecken | Laufweg | Kursbuch- strecken- nummer | Verkehrs- unter- nehmen  | Fahrzeuge im Regelbetrieb |
| ------------------ | ------------------ | --- | -------------------------- | ------------------------ | ------------------------- |
| MBB                | Benndorf–Hettstedt | Benndorf – Bocksthal – Zirkelschacht – Thondorf – Siersleben – Paradies – Hettstedt Eduardschacht – Hettstedt Kupferkammerhütte | –                          | Mansfelder Bergwerksbahn | Lok 11 Lok 33             |

## Zukünftige Änderungen
Die folgende Tabelle zeigt alle beschlossenen Änderungen zu zukünftigen Fahrplanwechseln:
| Linie                         | Laufweg neu                                                                               | Veränderung | Netz                    | Belege |
| ----------------------------- | ----------------------------------------------------------------------------------------- | --- | ----------------------- | ------ |
| Fahrplanwechsel Dezember 2025 |                                                                                           | |                         |        |
| S 2                           | Leipzig-Connewitz – Leipzig Hbf – Bitterfeld – Dessau Hbf/Lutherstadt Wittenberg Hbf      | Veränderte Linienführung nach Leipzig-Connewitz (statt Leipzig-Stötteritz) und diese Linie wird generell in Lutherstadt Wittenberg Hbf enden (statt bei einzelnen Fahrten bis Jüterbog)  | MDSB II                 | [ 5 ]  |
| S 3                           | Halle-Nietleben – Halle Hbf – Leipzig Hbf – Borna – Geithain                              | Verkürzte Veränderte Linienführung nach Geithain (statt Wurzen) | MDSB II                 | [ 6 ]  |
| S 5                           | Halle-Trotha – Halle Hbf – Leipzig Hbf – Altenburg – Zwickau Hbf                          | Linie wird bis Halle-Trotha verlängert | MDSB II                 |        |
| S 5X                          | Halle-Trotha – Halle Hbf – Leipzig Hbf – Altenburg – Zwickau Hbf                          | Linie wird bis Halle-Trotha verlängert | MDSB II                 |        |
| S 6                           | Naumburg Hbf – Bad Dürrenberg – Leipzig Hbf                                               | Veränderte Linienführung, Ersetzt die RB 20 auf diesem Abschnitt | MDSB II                 |        |
| S 8                           | Halle Hbf – Bitterfeld – Dessau Hbf/Lutherstadt Wittenberg Hbf                            | Verkürzte Linienführung, diese Linie wird generell in Lutherstadt Wittenberg Hbf enden (statt bei einzelnen Fahrten bis Jüterbog)                                                        | MDSB II                 |        |
| S 47                          | Entfall                                                                                   | Ersatz durch S 5 und S 5X | MDSB II                 |        |
| RE 8                          | Halle Hbf – Sangerhausen – Nordhausen – Leinefelde – Kassel-Wilhelmshöhe                  | Linie wird über Eichenberg bis Kassel-Wilhelmshöhe verlängert | Saale-Thüringen-Südharz |        |
| RB 20                         | Naumburg Hbf – Weimar – Erfurt Hbf – Gotha – Eisenach Hbf                                 | Verkürzte Linienführung, der Abschnitt Naumburg Hbf – Leipzig Hbf wird durch die Linie S 6 ersetzt                                                                                       | Saale-Thüringen-Südharz |        |
| RB 34                         | Stendal Hbf – Rathenow                                                                    | Linie wird durch Bauarbeiten im Schienenersatzverkehr bedient | Elbe – Altmark II       |        |
| RB 35                         | Stendal Hbf – Gardelegen – Wolfsburg Hbf                                                  | Linie wird durch Bauarbeiten im Schienenersatzverkehr bedient | DISA II                 |        |
| RB 47                         | Halle Hbf – Könnern – Bernburg Hbf – Calbe – Magdeburg Hbf                                | die Halte Halle Steintorbrücke, Halle Dessauer Brücke, Halle Zoo und Halle Wohnstadt Nord werden künftig durch die Linien S 5 und S 5X bedient                                           | DISA II                 |        |
| Fahrplanwechsel Dezember 2026 |                                                                                           | |                         |        |
| S 2                           | Markkleeberg-Gaschwitz – Leipzig Hbf – Bitterfeld – Dessau Hbf/Lutherstadt Wittenberg Hbf | Verlängerte Linienführung nach Markkleeberg-Gaschwitz (statt Leipzig-Connewitz) |                         |        |
| S 3                           | Halle-Nietleben – Halle Hbf – Leipzig Hbf – Borna – Geithain                              | Betreiberwechsel an Die Länderbahn | MDSB2025+               |        |
| S 5                           | Halle-Trotha – Halle Hbf – Leipzig Hbf – Altenburg – Gößnitz – Glauchau/Zwickau Hbf       | Betreiberwechsel an Die Länderbahn und bekommt einen weiteren Ast nach Glauchau | MDSB2025+               |        |
| S 5X                          | Halle-Trotha – Halle Hbf – Leipzig Hbf – Altenburg – Plauen/Zwickau Hbf                   | Betreiberwechsel an Die Länderbahn und bekommt einen weiteren Ast nach Plauen | MDSB2025+               |        |
| S 6                           | Naumburg Hbf/Leipzig Messe – Leipzig Hbf – Leipzig-Stötteritz                             | Linie aus Naumburg Hbf wird bis Leipzig-Stötteritz verlängert | MDSB2025+               |        |
| Fahrplanwechsel Dezember 2028 |                                                                                           | |                         |        |
| S 1                           | Schönebeck-Bad Salzelmen – Magdeburg Hbf – Burg (– Genthin)                               | Veränderte Linienführung, ersetzt die RB 40 auf dem Abschnitt zwischen Magdeburg Hbf und Burg bzw. Genthin. Der Abschnitt Magdeburg Hbf - Wittenberge wird durch die Linie RB 30 ersetzt | ENORM                   |        |
| S 2                           | Magdeburg Hbf – Zielitz                                                                   | Neue Linie, die das Angebot zwischen Magdeburg Hbf und Zielitz auf ein Angebot von zwei Zügen die Stunde verdichtet                                                                      | ENORM                   | [ 7 ]  |
| RE 20                         | Magdeburg Hbf – Stendal Hbf – Salzwedel – Uelzen                                          | Verkürzte Linienführung | ENORM                   | [ 7 ]  |
| RE 30                         | Entfall                                                                                   | Ersatz durch die Linie RB 30 | ENORM                   | [ 7 ]  |
| RB 30                         | Halle (Saale) Hbf – Magdeburg Hbf – Stendal Hbf – Wittenberge                             | Neue Linie, ersetzt die Linie RE 30 zwischen Halle (Saale) Hbf und Magdeburg Hbf sowie die Linie S 1 zwischen Magdeburg Hbf und Wittenberge                                              | ENORM                   | [ 7 ]  |
| RB 40                         | Braunschweig Hbf – Magdeburg Hbf                                                          | Verkürzte Linienführung, der Abschnitt Magdeburg Hbf – Burg (– Genthin) wird durch die Linie S 1 ersetzt.                                                                                | ENORM                   | [ 7 ]  |

## Eisenbahnverkehrsunternehmen
- Abellio Rail Mitteldeutschland, Halle (Saale)
- DB Fernverkehr
- DB Regio
- Regionalverkehre Start Deutschland
- Dessauer Verkehrs- und Eisenbahngesellschaft, Dessau
- Erfurter Bahn, Erfurt
- Hanseatische Eisenbahn, Putlitz
- Harzer Schmalspurbahnen, Wernigerode
- Ostdeutsche Eisenbahn, Parchim
- Cargo Logistik Rail Service, Barleben
- Mansfelder Bergwerksbahn, Benndorf